# Ярим-Лим (царь Алалаха)
Ярим-Лим (ум. ок. 1701/1700 до н. э.) — первый царь государства Алалах около 1735—1701 годов до н. э. Ряд исследователей отождествляют его с Ярим-Лимом II, царем Ямхада. Он получил город Алалах от своего брата Абба-Эля I из Ямхада и основал младшую ветвь династии Ямхадитов, которая просуществовала до завоевания Алалаха хеттским царем Хаттусили I.

## Жизнеописание
Сын ямхадского царя Хаммурапи I. Впрочем, в некоторых источниках он называет своим отцом другого царя Ямхада — Абба-Эля I, сына Хаммурапи. Впрочем, большинство исследователей считают, что это отражение распространенной тогда формулы обращения вассала к сюзерену. Поэтому вероятнее Ярим-лим и Абба-Эль I были братьями.
Еще при жизни отца получил во владение город Ирриду с окрестностями. Приблизительно в 1735 году до н. э. при неизвестных обстоятельствах против него восстал Зитр-Адду, наместник Ирриду. Сам Ярим-лим не смог справиться с мятежом самостоятельно, поэтому попросил помощи у Абба-Эля I. Тот подавил восстание, но разрушил Ирриду. Чтобы компенсировать брату потерю его наследства, Абба-Эль I передал ему во владение город Алахтум из области. Ярим-лим получил титул царя, но признал верховенство брата.
Вскоре он переименовал Алахтум в Алалах. Впоследствии его государство также станет известно как Мукиш. Ярим-Лим сохранял верность брату на протяжении всего его правления до 1720 г. до н. э. О дальнейших событиях продолжаются дискуссии: одни исследователи полагают, что Ярим-лим занял трон Ямхада после смерти Абба-Эля I под именем Ярим-Лим II; другие рассматривают их как отдельных царей.
Если это всё-таки разные лица, то Ярим-Лим Алалахский проправил в течение всего оставшегося царствования своего брата и Ярим-Лима II Ямхадского (который в таком случае приходится ему племянником), а также, возможно, в первые несколько лет правления его внучатого племянника Никмепы I (Никми-Эпуха), которое длилось с 1700 до н. э. по 1675 годы до н. э.
Надав Нааман предполагает, что Ярим-Лим, сын Хаммурапи I, был не единственным царем Алалаха с таким именем, и что был второй Ярим-Лим, который правил этим городом и был внуком первого. Он основывает свою теорию на исключительно длительном правлении Ярим-Лима и его преемника Аммитакума, которое охватывает правление пяти ямхадских царей. Однако не было найдено никаких доказательств, подтверждающих существование второго Ярим-Лима, и несколько других учёных отвергли эту теорию, включая Хорста Кленгеля и Марлиз Хайнц:107-8.
В любом случае, Ярим-Лим умер на рубеже XVIII—XVII веков до н. э. Ярим-Лиму наследовал его сын Аммитакум II. В 1936 году британский археолог Чарлз Леонард Вулли нашел его погребение в собственном дворце Ярим-Лима на глубине 15 м. Над могилой установили статую царя, исполненную из диорита. Вулли ошибочно предположил, что статуя представляла Ярим-Лима I из Ямхада. Чтение алалахских табличек дало лучшее понимание того периода и показало, что скульптура представляет Ярим-Лима из Алалаха, который приходился Ярим-Лиму I из Ямхада внуком.